# 鄭清
鄭清（1395年—？），字廷憲，江西吉安府泰和縣人，民籍。明朝政治人物。進士出身。

## 生平
江西鄉試第三十七名。正統七年（1442年）壬戌科會試第四十八名，殿試登進士第二甲第三十五名。
曾祖父鄭英可。祖父鄭原翁。父亲鄭子彥。